# Кућа вајара Ђорђа Јовановића
Кућа вајара Ђорђа Јовановића се налази Београду, у Скерлићевој улици 6, представља непокретно културно добро као  споменик културе..

## Ђорђе Јовановић
Ђорђе Јовановић (Нови Сад, 21. јануар 1861 — Београд, 23. март 1953) је био српски вајар и академик Српске академије наука и уметности. Школујући се у Београду, Бечу, Минхену и Паризу, вајар Ђорђе Јовановић је, уз Петра Убавкића, постао један од најзначајнијих српских вајара на прелазу 19. у 20. век.

## Архитектура куће
Кућа са атељеом је подигнута 1926. године, у којој је живео и радио вајар Ђорђе Јовановић, подигнута је по пројекту који су израдили архитекта Драгутин Шиђански и инжењер Стојан Вељковић.
Једноставна обрада разуђених фасада употпуњена је алегоријским фигурама сликарства и вајарства, смештеним у полукружним нишама. Постављене на истакнутом месту главне фасаде, ове фигуре симболизују дом уметника. Кућа са атељеом је подигнута 1926. године, у којој је живео и радио вајар Ђорђе Јовановић, подигнута је по пројекту архитекте Драгутина Шиђанског и инжењера Стојана Вељковића. Једноставна обрада разуђених фасада употпуњена је алегоријским фигурама сликарства и вајарства, смештеним у полукружним нишама. Постављене на истакнутом месту главне фасаде, ове фигуре симболизују дом уметника.
У кући у којој је живео налазио се и његов атеље димензија 6m x 6m у коме је један зид био израђен у стаклу због осветљења неопходног за стваралачки рад. Да је у њој живео скулптор указују и специјално пројектоване нише на предњој фасади за смештај фигура, једне женске која симболизује сликарство и друге мушке која симболизује вајарство. Основни стамбени простор био је у приземљу који је обухватао четири собе са купатилом и простором за степениште. Доминантан положај заузимао је управо уметнички атеље у којем се током његовог живота налазио велики број дела, макета, плакета и студија.